# Taxering
Taxering (att taxera) betyder i allmänhet att fastställa pris, vilket innebär värdera, uppskatta, alternativt belägga med avgift eller beskatta.
I skattesammanhang betyder taxering mer specifikt att beräkna beskattningsbar inkomst eller förmögenhet.
Taxeringsår är en tidsperiod på ett år för vilken man betalar skatt. Perioden startar normalt den 1 januari och slutar den sista december.